# Campeonato Ecuatoriano de Fútbol 1974
El Campeonato Ecuatoriano de Fútbol 1974, conocido oficialmente como «Campeonato Nacional de Fútbol 1974», fue la 16.ª edición del Campeonato nacional de fútbol profesional de la Serie A en Ecuador. El torneo fue organizado por la Asociación Ecuatoriana de Fútbol (hoy Federación Ecuatoriana de Fútbol).
Por segunda vez hubo descenso a mitad de temporada, mientras que en la segunda etapa debían descender los 2 últimos, pero no sucedió así. En el torneo corto correspondiente a la segunda etapa de la Serie B Aucas y Deportivo Quito fueron campeón y subcampeón respectivamente. Dichos equipos no podrían subir a la Serie A ya que uno de los reglamentos de la época no permitían que las federaciones provinciales de fútbol tuvieran más de 4 equipos, por ello, 9 de Octubre y Carmen Mora serían los que ascenderían. Eso molestó a los clubes quiteños que reclamaron lo que ellos lograron en la cancha. Tras varias deliberaciones, la AEF (hoy FEF) decidió que los equipos que descendieron en la segunda etapa, Emelec y Liga Deportiva Universitaria de Portoviejo, ya no descendieran y a cambio se decidió que los 4 equipos implicados 9 de Octubre, Carmen Mora, Aucas y Deportivo Quito lograran el ascenso para que el Campeonato Ecuatoriano de Fútbol 1975 tuviera 12 participantes.
El sistema de juego de este año, premiaba a los 2 mejores de cada etapa para jugar la ronda final. Deportivo Cuenca y El Nacional fueron los otros 2 finalistas.
El Nacional se clasificó directo a la final por mejor ubicación en la tabla general. Liga Deportiva Universitaria y Deportivo Cuenca jugaron la semifinal.
Liga Deportiva Universitaria se coronó campeón por segunda vez en su historia.

## Sistema de juego
El sistema de este campeonato de 1974 tuvo sensibles variaciones. Se jugaron 3 etapas. La primera con 8 equipos, en encuentros de ida y vuelta, bajo la modalidad de sistema de todos contra todos. Luego de los 14 partidos por equipo, los 2 últimos de la tabla descendieron automáticamente a la Serie B; mientras los 2 primeros clasificaron a la etapa final.
La segunda etapa fue idéntica a la primera; ahora con los 6 que quedaron de la primera etapa, más los 2 cuadros ascendidos a media temporada desde la Serie B.
El equipo ganador de esta etapa clasificó automáticamente a la etapa final, para definir el título. Su rival salió del enfrentamiento entre el conjunto ubicado en la segunda posición en la segunda etapa y el cuadro de mejor puntaje acumulado entre las 2 etapas, en partidos de ida y vuelta. El ganador se alzó con el título.

## Primera etapa

### Relevo anual de clubes
| Pos. | de la Primera Categoría |
| ---- | ----------------------- |
| 1º   | América de Quito        |
| 2º   | 9 de Octubre            |
| 3º   | Guayaquil Sport         |
| 4º   | Atlético Riobamba       |

### Datos de los clubes
| Equipo               | Ciudad     | Provincia                      |
| -------------------- | ---------- | ------------------------------ |
| Barcelona            | Guayaquil  | Guayas                         |
| Deportivo Cuenca     | Cuenca     | Azuay                          |
| Deportivo Quito      | Quito      | Bandera de Pichincha Pichincha |
| El Nacional          | Quito      | Bandera de Pichincha Pichincha |
| Emelec               | Guayaquil  | Guayas                         |
| Liga de Portoviejo   | Portoviejo | Manabí                         |
| Macará               | Ambato     | Tungurahua                     |
| Universidad Católica | Quito      | Bandera de Pichincha Pichincha |

### Equipos por ubicación geográfica
| Provincia  | N.º | Equipos                                                |
| ---------- | --- | ------------------------------------------------------ |
| Pichincha  | 3   | - El Nacional - Deportivo Quito - Universidad Católica |
| Guayas     | 2   | - Barcelona - Emelec                                   |
| Azuay      | 1   | - Deportivo Cuenca                                     |
| Manabí     | 1   | - Liga de Portoviejo                                   |
| Tungurahua | 1   | - Macará                                               |

| Liga de Portoviejo Barcelona Emelec Universidad Católica Deportivo Quito El Nacional Deportivo Cuenca Macará |

### Partidos y resultados
| Local/Visita         | BAR | CUE | QUI | NAC | EME | LDUP | MAC | CAT |
| -------------------- | --- | --- | --- | --- | --- | ---- | --- | --- |
| Barcelona            |     | 0-0 | 2-2 | 2-2 | 0-0 | 2-2  | 3-0 | 1-0 |
| Deportivo Cuenca     | 3-1 |     | 0-0 | 1-0 | 3-2 | 5-0  | 2-0 | 3-1 |
| Deportivo Quito      | 1-1 | 0-1 |     | 0-4 | 2-2 | 2-3  | 3-1 | 1-0 |
| El Nacional          | 1-1 | 1-1 | 3-2 |     | 2-1 | 3-3  | 3-1 | 3-1 |
| Emelec               | 0-1 | 1-2 | 2-1 | 2-1 |     | 1-0  | 2-1 | 2-0 |
| Liga de Portoviejo   | 2-2 | 2-0 | 1-0 | 1-1 | 1-2 |      | 3-0 | 2-2 |
| Macará               | 2-3 | 2-1 | 1-1 | 3-3 | 1-1 | 2-1  |     | 2-1 |
| Universidad Católica | 1-0 | 1-0 | 2-1 | 0-1 | 0-1 | 3-0  | 2-1 |     |

### Tabla de posiciones
|  |  |    | Equipo               | PJ | PG | PE | PP | GF | GC | DG  | PTS |
|  |  | -- | -------------------- | -- | -- | -- | -- | -- | -- | --- | --- |
|  |  | 1. | Deportivo Cuenca     | 14 | 8  | 3  | 3  | 22 | 11 | +11 | 19  |
|  |  | 2. | El Nacional          | 14 | 6  | 6  | 2  | 28 | 19 | +9  | 18  |
|  |  | 3. | Emelec               | 14 | 7  | 3  | 4  | 19 | 15 | +4  | 17  |
|  |  | 4. | Barcelona            | 14 | 4  | 8  | 2  | 19 | 16 | +3  | 16  |
|  |  | 5. | Liga de Portoviejo   | 14 | 4  | 5  | 5  | 21 | 25 | -4  | 13  |
|  |  | 6. | Universidad Católica | 14 | 5  | 1  | 8  | 14 | 18 | -4  | 11  |
|  |  | 7. | Deportivo Quito      | 14 | 2  | 5  | 7  | 16 | 23 | -7  | 9   |
|  |  | 8. | Macará               | 14 | 3  | 3  | 8  | 17 | 29 | -12 | 9   |

PJ = Partidos jugados; PG = Partidos ganados; PE = Partidos empatados; PP = Partidos perdidos; GF = Goles a favor; GC = Goles en contra; DG = Diferencia de gol; PTS = Puntos
|  | Clasificaron a la Etapa final. |
|  | Descendieron a la Serie B.     |

## Segunda etapa

### Relevo semestral de clubes
| Pos. | de la Primera etapa de la Serie A |
| ---- | --------------------------------- |
| 7º   | Deportivo Quito                   |
| 8º   | Macará                            |

| Pos. | de la Primera etapa de la Serie B |
| ---- | --------------------------------- |
| 1º   | Liga de Quito                     |
| 2º   | América de Quito                  |

### Datos de los clubes
| Equipo               | Ciudad     | Provincia                      |
| -------------------- | ---------- | ------------------------------ |
| América de Quito     | Quito      | Bandera de Pichincha Pichincha |
| Barcelona            | Guayaquil  | Guayas                         |
| Deportivo Cuenca     | Cuenca     | Azuay                          |
| El Nacional          | Quito      | Bandera de Pichincha Pichincha |
| Emelec               | Guayaquil  | Guayas                         |
| Liga de Portoviejo   | Portoviejo | Manabí                         |
| Liga de Quito        | Quito      | Bandera de Pichincha Pichincha |
| Universidad Católica | Quito      | Bandera de Pichincha Pichincha |

### Equipos por ubicación geográfica
| Provincia | N.º | Equipos                                                                 |
| --------- | --- | ----------------------------------------------------------------------- |
| Pichincha | 4   | - América de Quito - El Nacional - Liga de Quito - Universidad Católica |
| Guayas    | 2   | - Barcelona - Emelec                                                    |
| Azuay     | 1   | - Deportivo Cuenca                                                      |
| Manabí    | 1   | - Liga de Portoviejo                                                    |

| Liga de Portoviejo Barcelona Emelec Universidad Católica Liga de Quito El Nacional América de Quito Deportivo Cuenca |

### Partidos y resultados
| Local/Visita         | AME | BAR | CUE | NAC | EME | LDUP | LDU | CAT |
| -------------------- | --- | --- | --- | --- | --- | ---- | --- | --- |
| América de Quito     |     | 2-1 | 1-0 | 1-1 | 4-4 | 6-0  | 2-1 | 3-2 |
| Barcelona            | 1-1 |     | 3-2 | 1-1 | 1-1 | 0-0  | 2-1 | 3-2 |
| Deportivo Cuenca     | 2-0 | 1-2 |     | 0-1 | 1-0 | 3-0  | 2-2 | 2-0 |
| El Nacional          | 1-1 | 3-2 | 3-2 |     | 1-1 | 4-1  | 1-1 | 1-1 |
| Emelec               | 1-0 | 0-3 | 2-0 | 2-1 |     | 1-1  | 1-2 | 1-1 |
| Liga de Portoviejo   | 1-0 | 2-0 | 0-0 | 1-1 | 1-0 |      | 0-0 | 0-0 |
| Liga de Quito        | 3-1 | 2-0 | 0-0 | 0-0 | 1-0 | 1-0  |     | 1-3 |
| Universidad Católica | 3-2 | 2-2 | 1-4 | 1-1 | 3-3 | 3-0  | 1-1 |     |

### Tabla de posiciones
|  |  |    | Equipo               | PJ | PG | PE | PP | GF | GC | DG  | PTS |
|  |  | -- | -------------------- | -- | -- | -- | -- | -- | -- | --- | --- |
|  |  | 1. | El Nacional          | 14 | 4  | 9  | 1  | 20 | 15 | +5  | 17  |
|  |  | 2. | Liga de Quito        | 14 | 5  | 6  | 3  | 16 | 13 | +3  | 16  |
|  |  | 3. | Barcelona            | 14 | 5  | 5  | 4  | 21 | 20 | +1  | 15  |
|  |  | 4. | América de Quito     | 14 | 5  | 4  | 5  | 24 | 21 | +3  | 14  |
|  |  | 5. | Deportivo Cuenca     | 14 | 5  | 3  | 6  | 19 | 15 | +4  | 13  |
|  |  | 6. | Universidad Católica | 14 | 3  | 7  | 4  | 23 | 24 | -1  | 13  |
|  |  | 7. | Emelec               | 14 | 3  | 6  | 5  | 17 | 20 | -3  | 12  |
|  |  | 8. | Liga de Portoviejo   | 14 | 3  | 6  | 5  | 7  | 19 | -12 | 12  |

PJ = Partidos jugados; PG = Partidos ganados; PE = Partidos empatados; PP = Partidos perdidos; GF = Goles a favor; GC = Goles en contra; DG = Diferencia de gol; PTS = Puntos
|  | Clasificó a la Etapa final. |

## Etapa final
Los equipos que clasificaron a la etapa final:
Clasificados a la semifinal
- Deportivo Cuenca (Ganador de la 1.ª etapa)
- Liga Deportiva Universitaria (segundo de la 2.ª etapa)

Clasificado a la final
- El Nacional (por ser el equipo mejor ubicado en la tabla general)

### Semifinal
| Fecha                                                                            | Ciudad | Equipo local     | Resultado | Equipo visitante |
| -------------------------------------------------------------------------------- | ------ | ---------------- | --------- | ---------------- |
| 24 de noviembre                                                                  | Quito  | Liga de Quito    | 1 - 0     | Deportivo Cuenca |
| 1 de diciembre                                                                   | Cuenca | Deportivo Cuenca | 0 - 0     | Liga de Quito    |
| Liga Deportiva Universitaria clasificó a la final con el marcador global de 1-0. |        |                  |           |                  |

### Final
La disputaron entre Liga Deportiva Universitaria y El Nacional, ganando el equipo albo.
| Fecha                                                                     | Ciudad | Equipo local  | Resultado | Equipo visitante  |
| ------------------------------------------------------------------------- | ------ | ------------- | --------- | ----------------- |
| 8 de diciembre                                                            | Quito  | Liga de Quito | 2 - 1     | El Nacional       |
| 15 de diciembre                                                           | Quito  | El Nacional   | 0 - 0     | Liga de Quito (C) |
| Liga Deportiva Universitaria es el campeón con el marcador global de 2-1. |        |               |           |                   |

- Los dos equipos que pasaron a la final clasificaron a la Copa Libertadores 1975

### Campeón
|                                                 |
|                                                 |
| Campeón Liga Deportiva Universitaria 2.º título |

## Goleadores
| Jugador              | Equipo             | Goles |
| -------------------- | ------------------ | ----- |
| Ángel Liciardi       | Deportivo Cuenca   | 19    |
| Carlos Infantino     | Liga de Portoviejo | 18    |
| Carlos Torres Garcés | El Nacional        | 15    |